# Parque Nacional Cape Breton Highlands

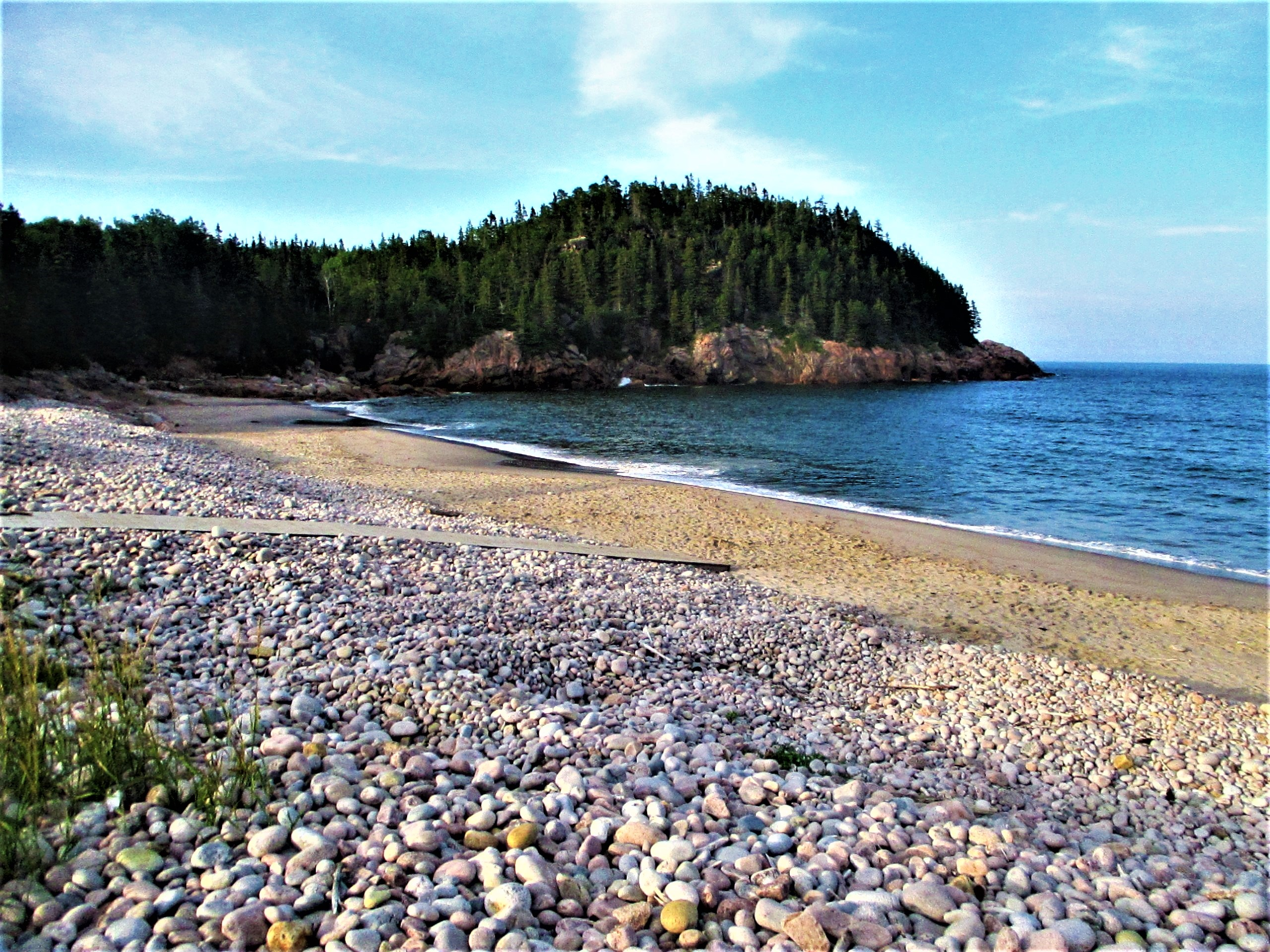
Parque Nacional Cape Breton Highlands

O Parque Nacional Cape Breton Highlands está localizado no norte da Ilha de Cape Breton na província de Nova Escócia, Canadá. Este foi o primeiro parque nacional a ser criado nas províncias do Atlântico do país. Foi fundado em 1936 e sua  área é de 950 km². Entre os animais selvagens que vivem no parque encontramos alces, ursos negros e águias.